# Odontaspis
Odontaspis – rodzaj ryb chrzęstnoszkieletowych z rodziny Odontaspididae.

## Rozmieszczenie geograficzne
Współcześnie występujący przedstawiciele tego rodzaju występują w wodach tropikalnych i umiarkowanych prawie całego świata.

## Morfologia
Długość ciała do 450 cm; maa ciała do 289 kg.

## Systematyka
Rodzaj zdefiniował w 1838 roku szwajcarski geolog i zoolog Louis Agassiz w publikacji własnego autorstwa poświęconej kopalnym rybom. Gatunkiem typowym jest (oznaczenie monotypowe) rekin piaskowy (O. ferox).

### Etymologia
Odontaspis: gr. οδους odous, οδοντος odontos ‘ząb’; ασπις aspis, ασπιδος aspidos ‘tarcza’.

### Podział systematyczny
Do rodzaju należą następujące gatunki:
- Odontaspis ferox (Risso, 1810) – rekin piaskowy[6]
- Odontaspis noronhai (Maul, 1955)